# ثنائي ميثيل الفثالات
ثنائي ميثيل الفثالات (بالإنجليزية: Dimethyl phthalate)‏ هو مركب عضوي له الصيغة الجزيئية (C2H3O2)2C6H4. إستر الميثيل لـحمض الفثاليك، وهو سائل عديم اللون قابل للذوبان في المذيبات العضوية.
يستخدم ثنائي ميثيل الفثالات لطرد الحشرات والبعوض والذباب. وهو أيضًا مبيد للطفيليات الخارجية وله العديد من الاستخدامات الأخرى، بما في ذلك الوقود الصلب الدافع للصواريخ والبلاستيك. الجرعة المميتة الوسطية هي 8200 مجم/كجم (الفئران، عن طريق الفم) 